# Podòmetre

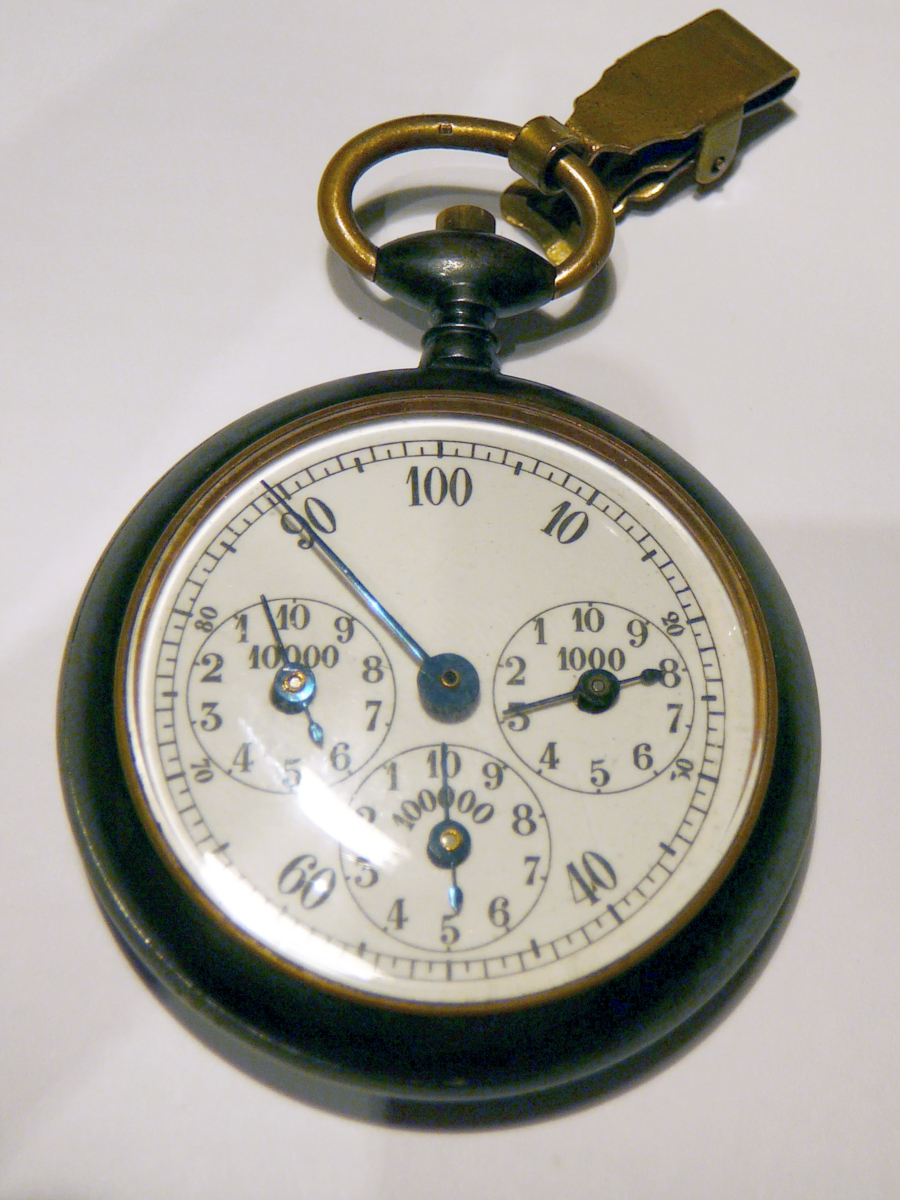
Un podòmetre mecànic vell

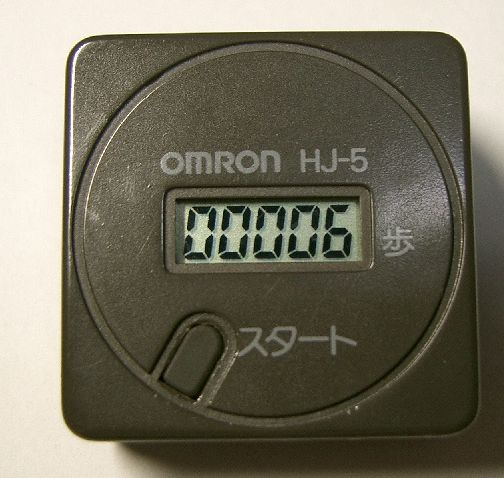
Un podòmetre electrònic

Un Podòmetre (també conegut com a pedòmetre) és un aparell usat per a comptar el nombre de passos fets per una persona, i indirectament pot servir per mesurar la distància, velocitat i cadència del caminar d'una persona.

## Funcionament
Té un sensor intern que és capaç de detectar el balanceig produït a cada passa de la persona i registrar-lo. Mitjançant l'ajust personalitzat d'una mitja de gambada, pot deduir aproximadament les distàncies, velocitats i cadències. La precisió de les mesures depèn molt de la capacitat de mantenir una gambada estable i determinar la seva longitud mitjana.